# Convento de San Esteban

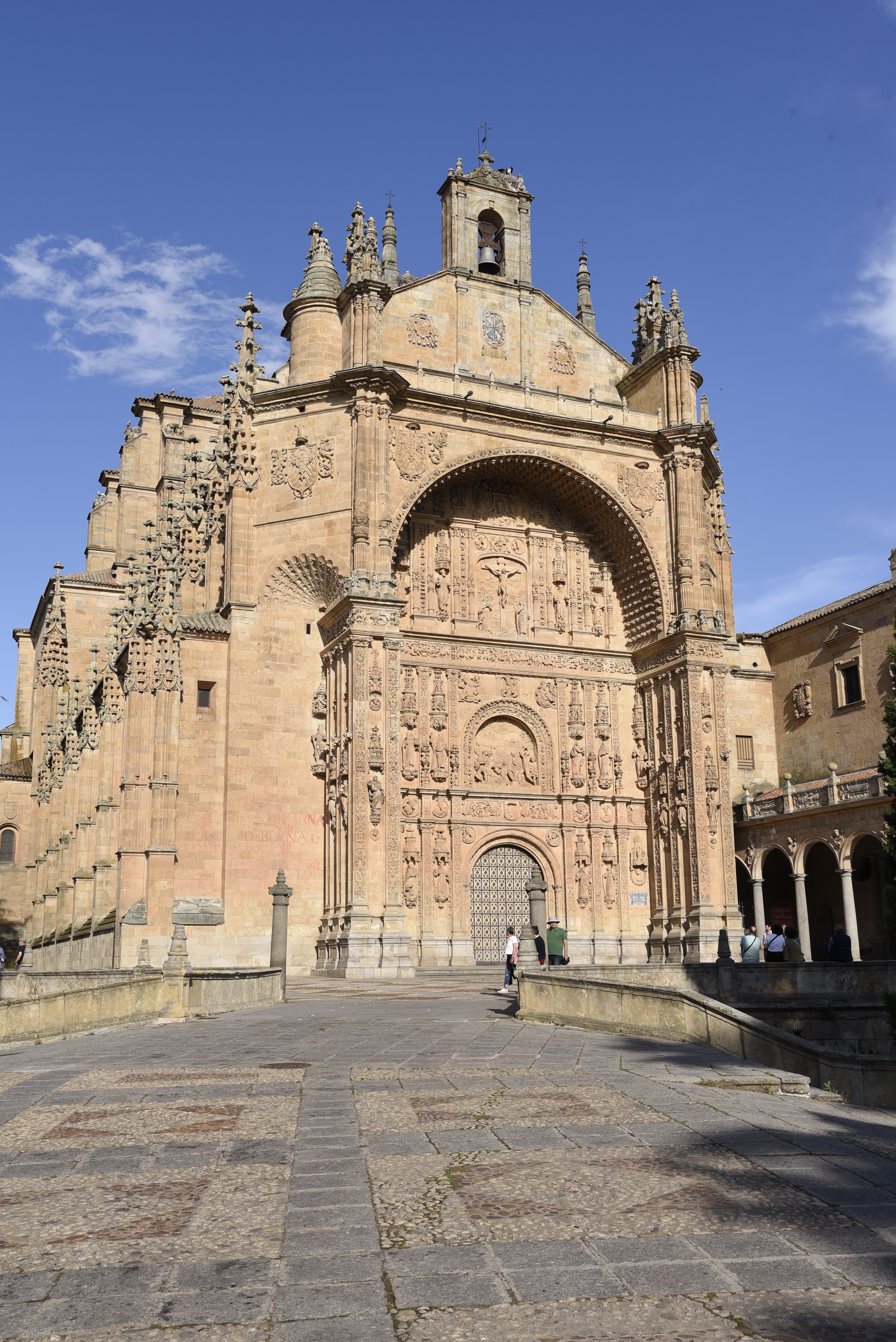
Convento de San Esteban

Het Convento de San Esteban is een aan Sint-Stefanus gewijd klooster in de Spaanse stad Salamanca. Het is een dominicanenklooster. Het huidige klooster aan de Plaza del Concilio de Trento werd in 1524 opgetrokken op initiatief van kardinaal Juan Álvarez de Toledo, die zelf een dominicaan was. De bouw (naar plannen van Juan de Álava) duurde tot 1610. Alva ligt er begraven.
In 2025 werd een herdenkingsmunt van €2 uitgegeven met het klooster erop, in de Spaanse UNESCO-Werelderfgoedlijstserie.